# Sécurité publique (film)
Pour plus de détails, voir Fiche technique et Distribution.
Sécurité publique est un film français réalisé par Gabriel Benattar et sorti en 1988.

## Fiche technique
- Titre : Sécurité publique
- Réalisation : Gabriel Benattar
- Scénario : Gabriel Benattar
- Photographie : Bruno Privat
- Son : Jean-Louis Garnier et Gérard Hervé
- Montage : Emmanuelle Thibault
- Musique : Carlo Crivelli et Sydney Thiam
- Production : Oval Films Productions - Les Films de La Rochelle
- Distribution : ATC 3000
- Pays :  France
- Durée : 105 minutes
- Date de sortie : France - 18 mai 1988

## Distribution
- Sophie Duez : Anna
- Jean-Pierre Kalfon : Francis
- Daniel Gélin : Martino Morando
- Bernard Haller : le commissaire
- Christian Cloarec : Pierre
- Philippe Baronnet